# Sébastien Lespès
Pour les articles homonymes, voir Lespès.
Sébastien Lespès, né le 13 mars 1828 à Bayonne et mort le 24 août 1897 à Paris (6e), est un officier de marine français. Vice-amiral, il a joué un rôle important dans les opérations navales pendant la guerre franco-chinoise (août 1884–avril 1885), en tant que commandant en second de l'escadre d'Extrême-Orient, commandée par l'amiral Courbet.

## Biographie
Il est entré en octobre 1844 à l'École navale. Une fois sorti de l'école, il commença une carrière sur tous les océans. En 1849, il participa à des missions sur les côtes occidentales de l'Afrique à bord de l'Agde .

### Guerre de Crimée
Alors qu'il était sur le Montebello, il a participé à des combats autour de Sébastopol puis à des missions en Mer Noire et en Méditerranée à bord du Magellan.

### Carrière en Asie
Il fut amené à croiser longtemps en mer de Chine orientale et en mer Jaune.
Son premier séjour eut lieu en mai 1857 lors de la Campagne de Cochinchine, à bord de L'Audacieuse. Ensuite, de 1858 à 1860, il fut présent sur le Nemesis et participa à la Seconde guerre de l'opium : attaque de Peï-Ho en juin 1859 et à Kan-Chan en novembre.
En 1861, il participa à une mission diplomatique débouchant sur des travaux hydrographiques des fleuves du Cambodge. Vint alors la Campagne de Cochinchine, qui le vit commandant de La Mitraille en mars 1862, campagne pendant laquelle il fut blessé ; en 1862/63, il prit le commandement du cercle de Phuoc-Loc, qui venait d'être conquis.
Il revint en 1869 dans la division des Mers de Chine et du Japon comme commandant du Dupleix.
En décembre 1883 il était de retour comme commandant de la division navale des Mers de Chine, ayant pavillon sur le cuirassé Galissonnière ; il participait à la guerre franco-chinoise puis dirigeait les négociations menées par le capitaine de vaisseau François-Ernest Fournier et le vice-roi qui débouchèrent su l'Accord de Tientsin début 1884.
Il participa ensuite au bombardement de Formose, qui marquait la reprise du conflit, puis en 1885 au blocus de l'île ; il fut ensuite reçu à la Cour du Japon.

### Fin de carrière en France

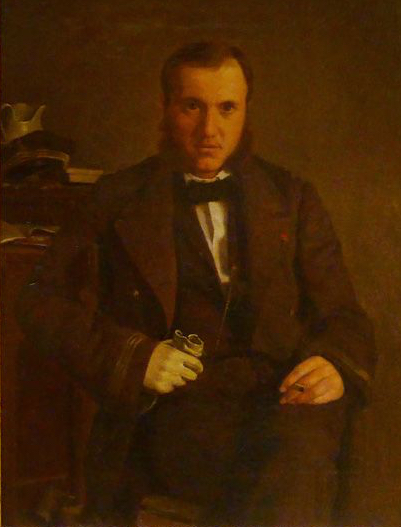
Amiral Lespès

En 1887, il prenait son poste à l'amirauté puis fut nommé vice-amiral en 1888 et préfet maritime de Cherbourg en août. Il a quitté le service actif en mars 1894 ; il est mort le 24 août 1897 en son domicile dans le 6e arrondissement de Paris.

### Écrits
- « Typhon reçu par le “La Galissonière” à 80 milles dans le S.-O. de Yokohama, entre Ouraï-Saki et Rock-Island », imprimerie nationale, 1886, in rapport du contre-amiral Lespès dans les Annales hydrographiques, 2e semestre 1885.

### Sources et bibliographie
- D. de Lonlay, Au Tonkin, 1883-1885, Paris, 1886.
- E. Duboc, Trente cinq mois de campagne en Chine, au Tonkin, Paris, 1899.
- Eugène Germain Garnot, L'expédition française de Formose, 1884–1885, Paris, Delagrave, 1894.
- L. Huard, La guerre du Tonkin, Paris, 1887.
- Maurice Loir, L'escadre de l'amiral Courbet, Paris, 1886.
- (en) G. MacKay, From Far Formosa, Edinburgh and London, 1896.
- Auguste Thomazi, La conquête de l'Indochine, Paris, 1934.
- Auguste Thomazi, Histoire militaire de l'Indochine français, Hanoi, 1931.
- E. Tréfeu, E., Nos marins : vice-amiraux, contre-amiraux, officiers généraux des troupes de la marine et des corps entretenus, Paris, 1888.